# سفتی‌زوکسیم
سفتی‌زوکسیم (به انگلیسی: CEFTIZOXIME) یک داروی آنتی‌بیوتیک از دستهٔ سفالوسپورین‌ها است.
اشکال دارویی: آمپول

## موارد مصرف
سفتی‌زوکسیم در درمان عفونت‌های ناشی از باکتری‌های گرم-مثبت و گرم-منفی حساس به دارو از جمله عفونت استخوان و مفاصل، سوزاک ساده، عفونت‌های داخل شکم، مننژیت، سپتیسمی باکتریایی، عفونت‌های پوستی و بافت‌های نرم مانند سلولیت و عفونت‌های مجاری ادرار به کار برده می‌شود.

## مکانیسم اثر
مانند پنی‌سیلین‌ها بر دیواره باکتری‌ها مؤثرند. سفتی‌زوکسیم از طریق مهار سنتز دیواره سلول باکتری موجب ناپایداری اسموتیک باکتری شده و آثار باکتری‌کشی دارد.

## عوارض جانبی
اسهال خفیف، کرامپ‌های شکم، تهوع یا استفراغ، سردرد، کاندیدیاز دهانی (رشد بیش از حد قارچ)، کاندیدیاز واژن و علائم مربوط به انتروکولیت با غشای کاذب (کرامپ و درد شدید معده یا شکم، اسهال شدید و آبکی و احتمالاً خونی و تب) با مصرف سفالوسپورین‌ها گزارش شده‌است.